# Louriçal do Campo
Louriçal do Campo é uma povoação portuguesa do Município de Castelo Branco que é sede da Freguesia de Louriçal do Campo, freguesia com 22,31 km² de área e 557 habitantes (censo de 2021), e, portanto, uma densidade populacional de 25 hab./km².
A localidade dista cerca de 30 km da cidade de Castelo Branco e 25 km da cidade do Fundão, tem como localidades mais próximas Soalheira a 4 km, São Vicente da Beira a 6 km, Lardosa a 10 km, Alpedrinha a 12 km e Alcains a 18 km.
Tem boas condições de acessibilidade devido à sua proximidade com a A23 e EN18, possui ainda autocarros diários durante o período semanal para Alcains e Castelo Branco.
Dispõe de vários equipamentos sociais, tais como Posto de Correios, Centro de Dia e Lar de Terceira Idade, Farmácia, Extensão de Saúde, Espaço do Cidadão, Centro de Animação Social e Cultural, Casa da Música, Piscina, espaços desportivos e de lazer. Conta também com uma brigada de Sapadores Florestais.

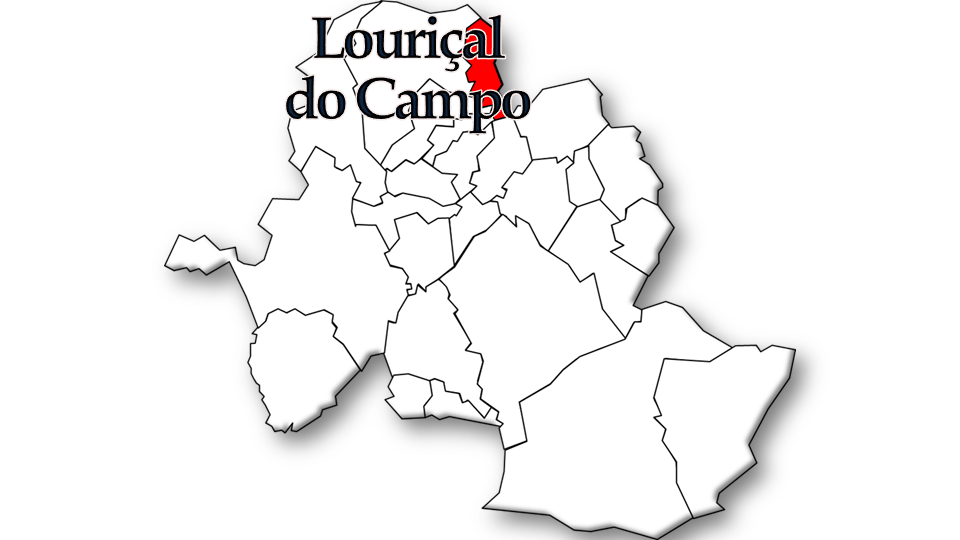
Localização no município de Castelo Branco

## Demografia
A população registada nos censos foi:
| Ano  | 0-14 Anos | 15-24 Anos | 25-64 Anos | > 65 Anos |
| 2001 | 103       | 93         | 324        | 285       |
| 2011 | 55        | 82         | 265        | 234       |
| 2021 | 22        | 51         | 235        | 249       |

## História
Situada nas abas da Serra da Gardunha, no extremo norte do município, dista cerca de 30 km da sua sede de concelho, o nome da povoação deriva da remota existência de um grande número de loureiros no seu território, sendo originalmente apenas chamado de Louriçal, nome que designa um conjunto de loureiros, foi-lhe depois adicionado "do Campo", conjuntamente com várias outras localidades da zona para se poderem diferenciar de outras freguesias portuguesas com o mesmo nome.
Foi ocupada durante o período romano, do qual restam alguns achados arqueológicos, habitada desde muito cedo, aqui surgiram alguns achados arqueológicos que comprovam a afirmação anterior, como sepulturas ou restos de tijoleiras.
Em 1202 aparece incluído no território do concelho de Alpreada (Castelo Novo) , em 1527 a localidade, então apenas denominada de Louriçal aparece ainda como parte integrante do concelho de Castelo Novo . Nos anos de 1864 a 1890 pertencia ao concelho de São Vicente da Beira, até à sua extinção por decreto de 7 de setembro de 1895, pelo que passou depois para o município de Castelo Branco.
Frei Agostinho da Anunciação fundou, em 1863 no Louriçal, uma instituição que viria a dar origem ao Colégio de São Fiel, perto qual se encontram hoje duas enormes pedras de granito popularmente conhecidas por Pedra Sobreposta e Cabeço de Frade.
José Ramos Preto, umas das personalidades mais influentes da história desta localidade, muito contribuiu para o seu desenvolvimento económico social e cultural, em 1920 reconverteu o antigo Colégio de São Fiel em Reformatório , do qual foi director, fundou em 1938 a Sociedade Filarmónica de Louriçal do Campo, doou vários terrenos para construções, entre muitos outros contributos que deu à sua terra natal.

## Freguesia
A freguesia de Louriçal do Campo, para além da aldeia sede, é composta ainda por mais duas povoações:
- São Fiel
- Torre

## Património
- Colégio de São Fiel;
- Igreja de São Fiel;
- Igreja Matriz de São Bento;

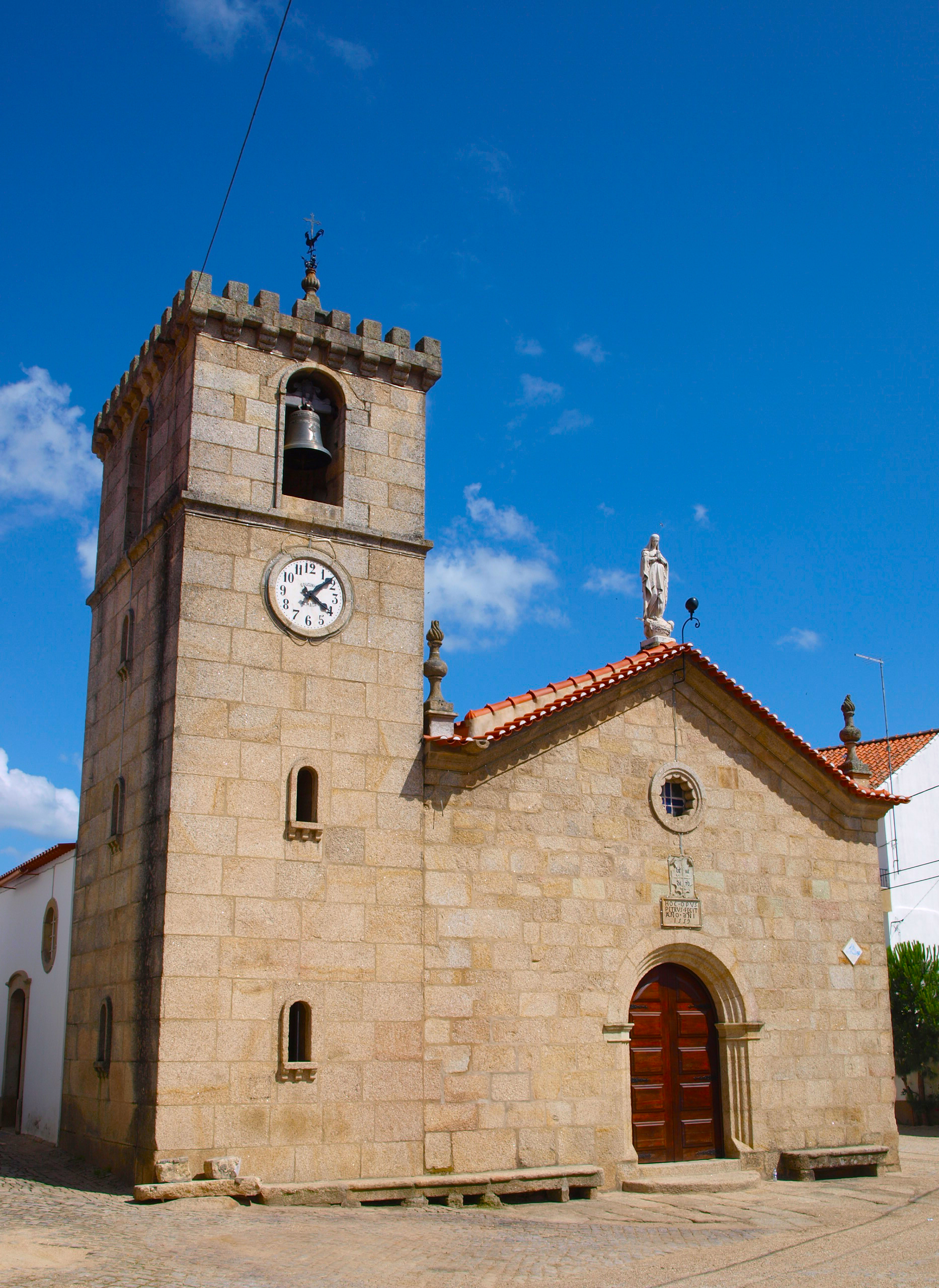
Igreja Matriz de São Bento

- Monumento a Nossa Senhora de Fátima;
- Colónia de Férias de Média Altitude;
- Cruz dos Jesuítas na Serra da Gardunha;
- Solar Ramos Preto;
- Edifício da Tapada da Renda;
- Edifício da Junta de Freguesia;
- 3 Capelas: Capela de São Sebastião; Capela de Nossa Senhora da Conceição e Capela do Espírito Santo (Torre).
- 13 Fontes: Fonte Velha; Fonte Nova; Fonte da Senhora da Serra; Fonte do Bairro da Senhora da Serra; Fonte do Casalinho; Fonte da Fontaínha; Fonte da Torre; Fonte de São Fiel; Fonte das Alminhas; Fonte de São Bento; Fonte de São João; Fonte de São Sebastião e Fonte do Monumento a Nossa Senhora de Fátima.

## Equipamentos
- Campo de Jogos de São Fiel;
- Casa da Música Joaquim Cabral;
- Centro de Animação Social e Cultural;
  - Biblioteca;
  - Forno comunitário;
  - Máquinas de exercício ao ar livre;
  - Parque infantil;
  - Ringue polidesportivo com balneários;
  - Salão social;
  - Zona de lazer;
- Centro de BTT Serra da Gardunha;
- Centro de Dia-Noite e Social de São Bento;
- Pavilhão Gimnodesportivo de São Fiel;
- Piscina de São Fiel;
- Recinto de Festas de Louriçal do Campo;
- Salão de Festas da Torre.

## Associativismo
- ADCL - Associação Desportiva e Cultural de Louriçal do Campo (criada em 1988);
- CantardeCuco - Associação dos Amigos de Louriçal do Campo (criada em 2013);
- Sociedade Filarmónica de Louriçal do Campo (criada em 1938).

Extintos:
- Banda Filarmónica do Instituto de São Fiel (criada em 1924) - De certa forma herdeira da banda do antigo colégio jesuíta de São Fiel, esta era a banda dos alunos internos do reformatório e mais tarde instituto de reeducação. Terá existido até à década de 1970;
- Grupo Cultural e Desportivo do Instituto de São Fiel (criado em 1981) - Apesar do instituto sempre ter tido uma equipa de futebol, só neste ano foi criado este grupo com o objetivo de participar nos campeonatos distritais em camadas jovens, incluía os alunos internos da instituição e também jovens da freguesia, terá existido apenas na primeira metade desta década;
- Rancho Folclórico do Louriçal do Campo (criado em 1992) - Fazia parte da Associação Desportiva e Cultural e existiu até 2002;
- Sociedade Recreativa Louriçalense (criada em 1907/1908) - Fundada por José Ramos Preto era um espaço de convívio da sociedade na aldeia onde se realizam jogos de mesa entre outras atividades.

## Educação
A primeira instituição de ensino na aldeia foi o Colégio de São Fiel, instituição privada de ensino básico e secundário religioso frequentada sobretudo por jovens com algumas posses provenientes de todo o país, e onde alguns louriçalenses estudaram como alunos externos, esteve em funcionamento de 1873 a 1910.
Data de 1912 a inauguração da primeira escola primária, com divisões para rapazes e raparigas, num edifício pertencente à Junta de Freguesia, local onde se manteve até 1981, ano em que foi construído um novo edifício perto do bairro da Sr.ª da Serra, e ao qual é anos mais tarde também acrescido o ensino pré-primário. A escola funcionou até ao ano letivo de 2009/10 quando encerrou por falta do número mínimo alunos exigido por lei., tendo as suas instalações sido reconvertidas para darem lugar ao Centro de Animação Social e Cultural. Também na aldeia anexa de Torre, funcionou desde finais da década de 1930 até início da década de 1970 uma escola primária.
Existiu também a Telescola de Louriçal do Campo que foi aberta no ano letivo de 1976/77, e que funcionava junto do Instituto de Reeducação de São Fiel, cujos alunos também a frequentavam, e que permitia completar o ensino obrigatório da altura (1.º e 2.º anos do Ciclo Preparatório, os atuais 5.º e 6.º anos do Ensino Básico), funcionava num terreno perto do Pavilhão Gimnodesportivo de S. Fiel, com 3 salas de aula em 2 pavilhões pré-fabricados. Esteve em funcionamento nesse local até 1994, em que por falta de condições das suas instalações foi transferida para o edifício da escola básica de Louriçal do Campo, onde funcionou até ao ano letivo de 1997/98.
Atualmente a educação na freguesia tem apenas um polo da Universidade Sénior Albicastrense, para cidadãos mais velhos. Sendo as escolas mais próximas as escola básica do 1.º Ciclo da Soalheira e São Vicente da Beira, o Externato Capitão Santiago de Carvalho em Alpedrinha (que leciona do 5.º ao 9.ª ano) e a Escola Básica e Secundária de Alcains.

## Gastronomia
São típicos da região:
- Bucho (enchido com carnes de porco, feito a partir da tripa larga do porco);
- O ensopado de cabrito;
- Queijo de Ovelha;
- Filhós (fritos);
- Bolos de Mel;
- Esquecidos (bolos);
- Borrachões (bolinhos que incluem na sua composição vinho branco e aguardente).

## Festas e Romarias
- São Sebastião: 4.º domingo de janeiro
- Divino Espírito Santo (Torre):  7.ª semana depois da Páscoa
- Rota da Gardunha: mês de outubro
- Dia da Freguesia: 15 de agosto
- São Fiel e Santo António: 4.º domingo de agosto

## Geminações
Louriçal do Campo está geminada com:
- Saint-Patrice, Tours, França

## Personalidades
- Frei Agostinho da Anunciação (1808 – 1874) - Padre franciscano, entre várias obras que ergueu esteve na génese da criação do Colégio de São Fiel;
- José Ramos Preto (1870 – 1949) - Advogado e político, foi Presidente do Conselho de Ministros em 1920;
- Gregório Faria (1939 – ) - Diplomata e embaixador, foi condecorado em 2004 com a Grã-Cruz da Ordem Militar de Cristo;
- Joaquim Nicolau (1964 –  ) - Ator.